# Chiesa di San Gregorio (Messina)

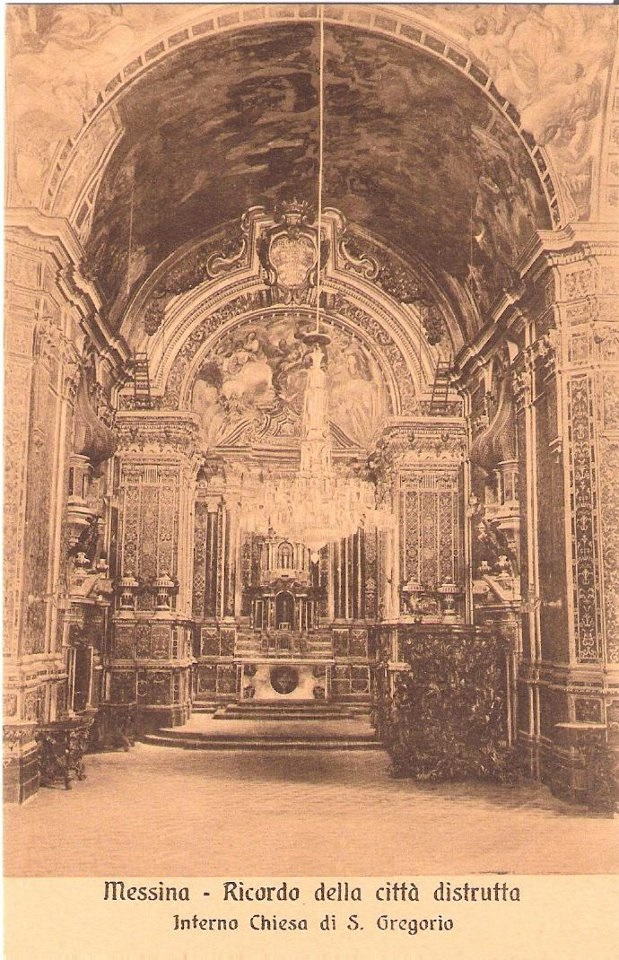
Interno.

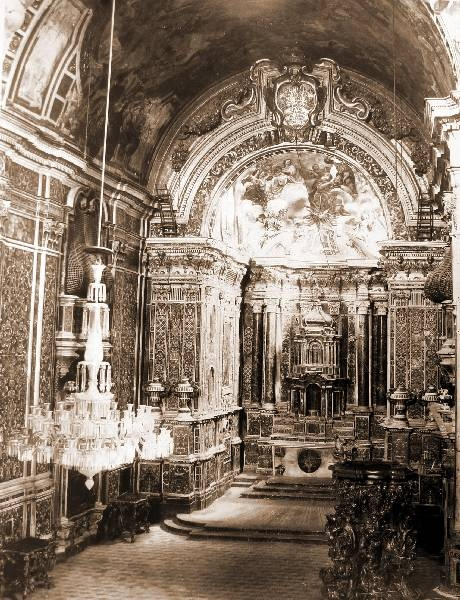
Interno.

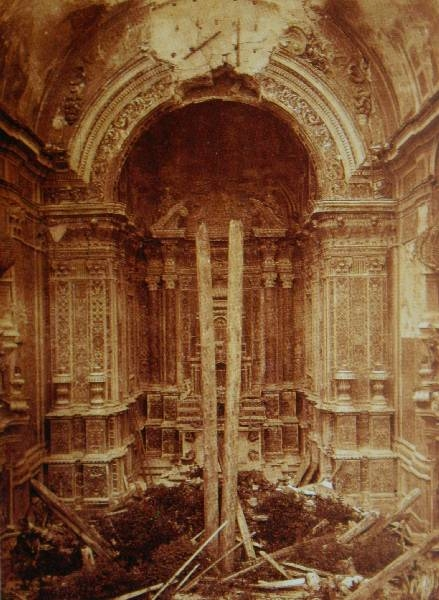
Interno, distrutto.

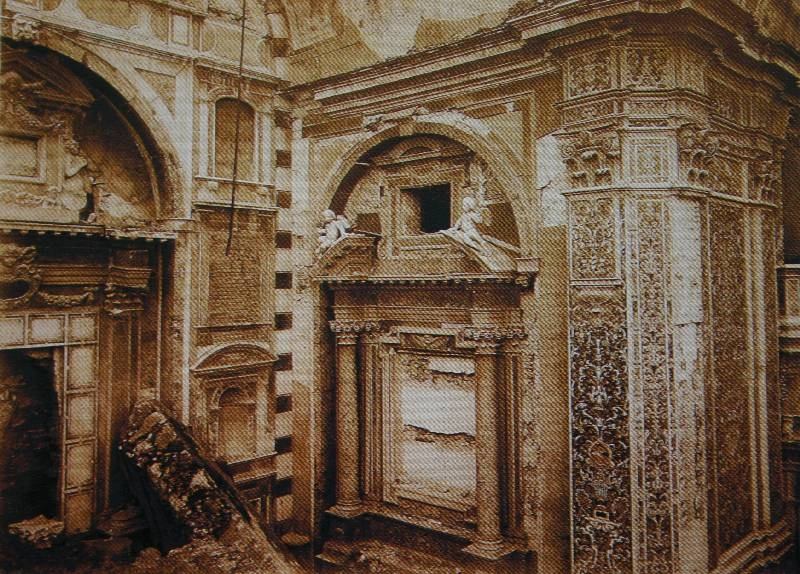
Interno, distrutto.

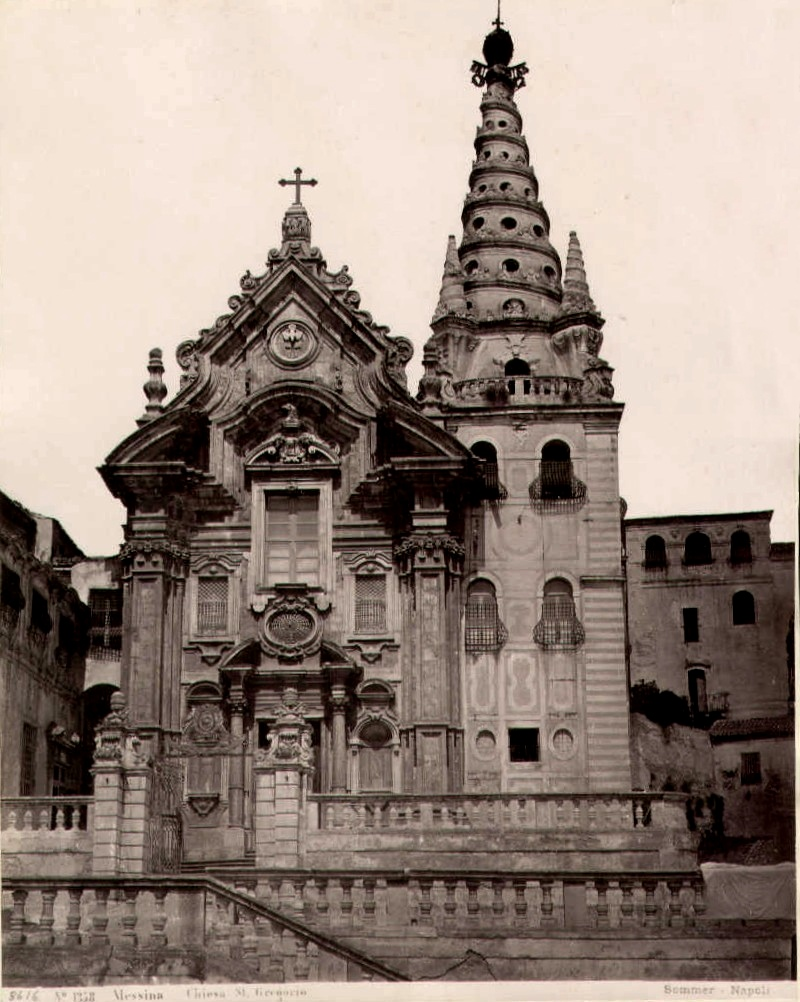
La chiesa in una fotografia precedente il terremoto.

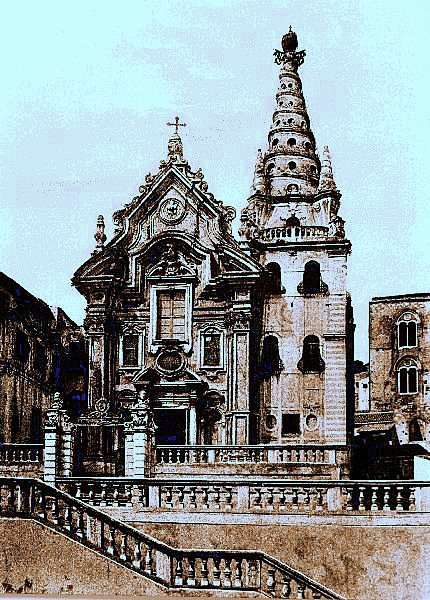
Esterno.

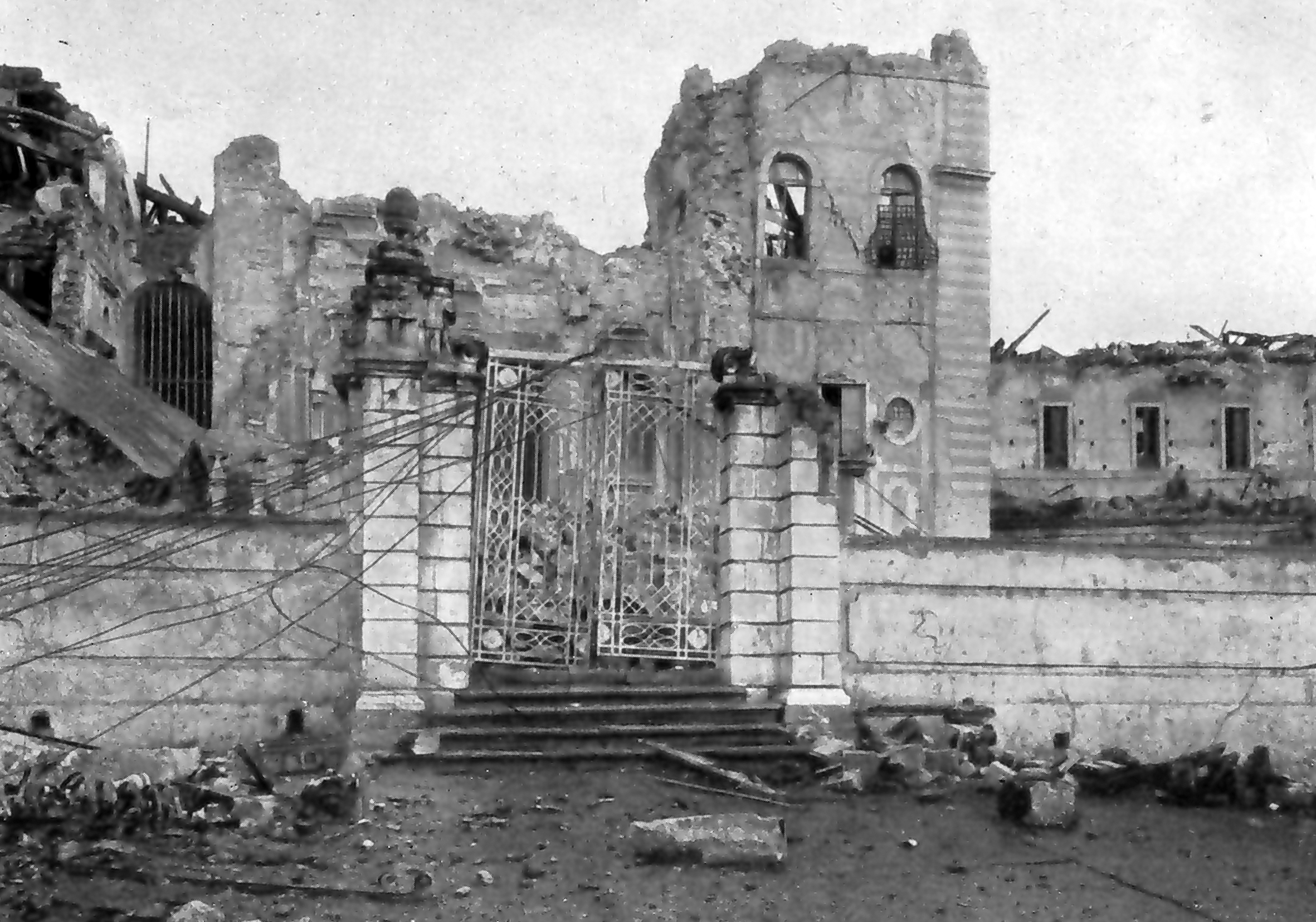
Esterno, distrutto.

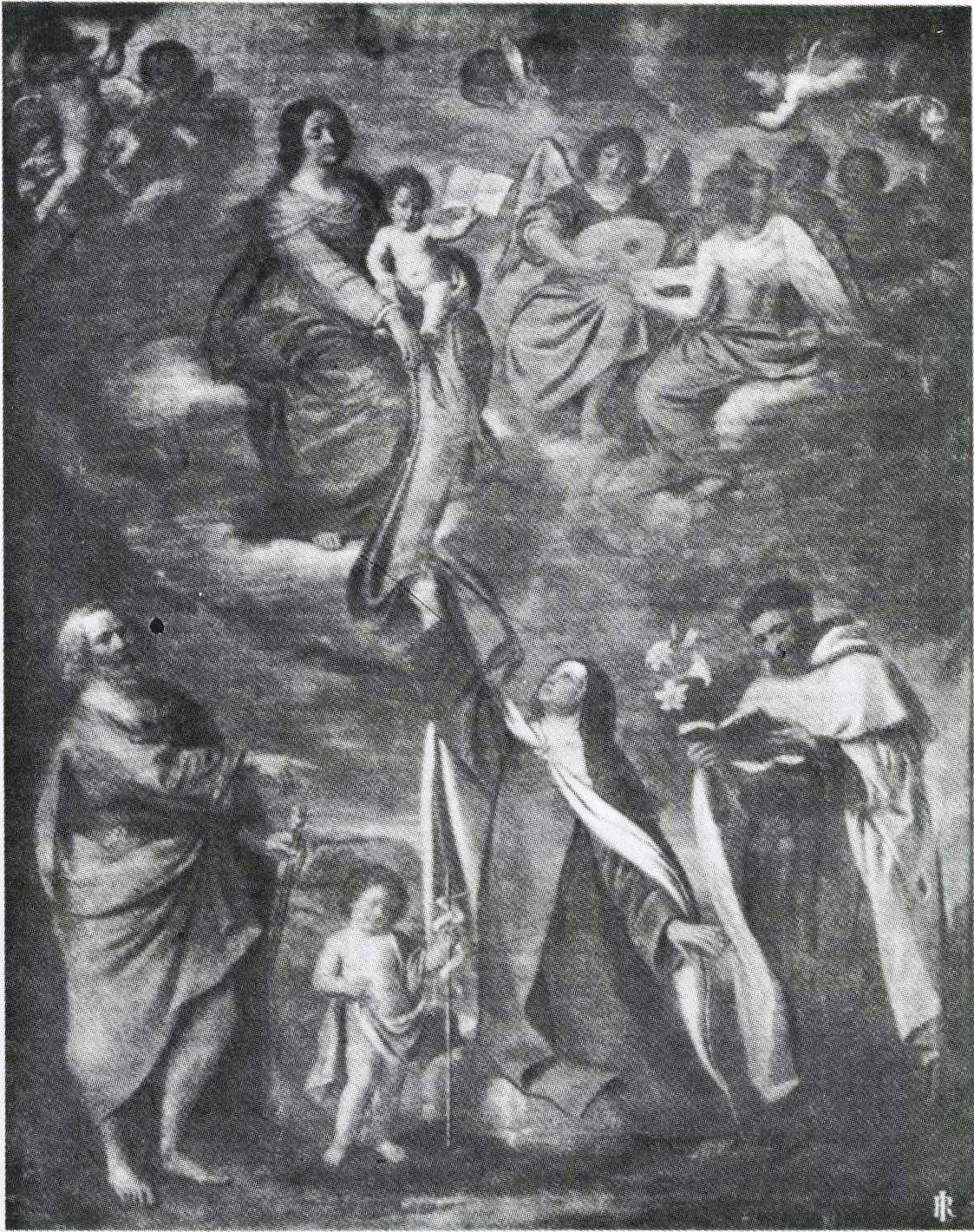
Madonna del Carmine di Guercino.

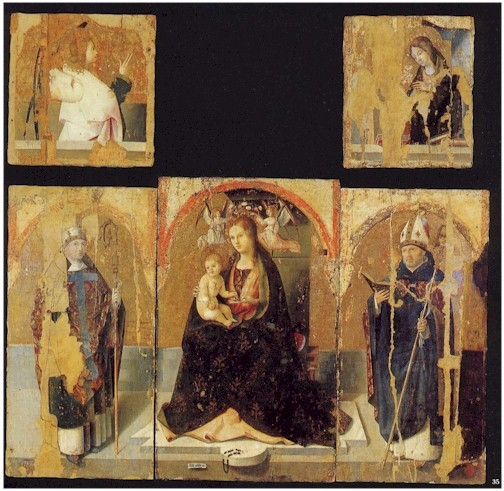
Madonna del Rosario di Antonello da Messina.

La chiesa di San Gregorio è stata una chiesa della città di Messina. Venne distrutta dal terremoto del 1908.

## Storia

### Epoca tardo-antica e medioevale
Chiesa e monastero sotto il titolo di «Santa Maria Extra Moenia» dell'Ordine benedettino fondati da Papa Gregorio I verosimilmente sorti sull'area di un tempio pagano dedicato a Giove. Il Gran Conte Ruggero negli anni successivi alla costituzione della Contea di Sicilia lo restaurò. I primitivi luoghi di culto erano documentati presso l'antica «Porta dei Gentilmeni».

### Epoca rinascimentale
L'aggregato fu demolito nel 1537 per la realizzazione del nuovo sistema di fortificazione della città con l'intento di ricostruzione del medesimo entro le mura. Le religiose furono temporaneamente ospitate nei fabbricati presso la chiesa di san Paolo sotto la rocca Guelfonia. Passate nel monastero di Sant'Opolo di San Calogero in Calabria, furono nuovamente sfrattate ricevendo un pingue risarcimento.
Delle decorazioni di questo tempio è scampato all'oltraggio del tempo e delle rovine la Madonna della Ciambretta raffigurante in mosaico la Vergine col Bambino in braccio e San Gregorio genuflesso. Il manufatto fu temporaneamente trasferito nella chiesa di Sant'Agostino nell'attesa del futuro riassemblaggio nel tempio rinascimentale.
Il 10 ottobre 1542 in seguito alla riunione degli ospedali della città di Messina, confluiti nel Grande Ospedale della Pietà, alle religiose fu assegnato l'antico fabbricato dell'Ospedale di Sant'Angelo alla Caperrina. Nel 1570 a ricostruzioni ultimate furono richiamate le monache ancora di stanza in Calabria.
La nuova chiesa fu edificata entro la cinta muraria nel 1588, su disegni di Andrea Calamech, con impianto a croce greca allungata, cupola all'incrocio tra navata coperta con volta a botte e transetto molto spostato verso l'ingresso, dando profondità al presbiterio. All'interno fu ricollocato il mosaico in nicchia su fondo oro raffigurante la Madonna della Ciambretta. Il manufatto faceva parte del patrimonio artistico dell'antica chiesa di San Gregorio, opera siculo-normanna d'ignoto autore del '200, oggi esposta al Museo regionale.
Il 7 marzo 1688 avvenne la solenne consacrazione presieduta dall'arcivescovo Francisco Álvarez de Quiñones. Allo stesso anno risale la realizzazione della scalinata.

### Epoca barocca
Nel corso del XVII secolo fu adornata di ricchi rivestimenti marmorei, alcuni dei quali oggi esposti presso il Museo Regionale di Messina. Nel 1703 Filippo Juvara intervenne all'interno della chiesa, lavorando nella zona del presbiterio, dove realizzò le finestre e completò la parte alta dell'altare maggiore. Grazie a una lettera di raccomandazione della sua committente, la badessa del monastero appartenente alla famiglia Ruffo, ottenne una lettera di presentazione per trasferirsi a Roma per studiare architettura. Tornato a Messina nel 1705 completò quanto aveva iniziato realizzando un sistema di coretti simmetrici nelle pareti del presbiterio e un coro sopraelevato all'ingresso, costituendo il vestibolo addossato alla controfacciata dell'edificio.
Il campanile dalla caratteristica forma elicoidale, riscontrabile nella lanterna della cupola di Sant'Ivo alla Sapienza, fu edificato nel 1717, forse su progetto di Paolo Filocamo, pittore e architetto dilettante amico di Filippo Juvarra Esso si ergeva a spirale in forma di chiocciola con finestrelle e motivi ornamentali, terminando con la tiara e le chiavi pontificie. Il ciclo di affreschi delle volte e cupola, opere di Antonio Filocamo e fratelli arricchirono le pareti degli interni nel 1716.
La facciata, di cui si ignora il progettista, fu riedificata nel 1743 a spese di suor Saveria Ruffo - Colonna che fece apporre il proprio stemma sul finestrone posto sulla porta d'ingresso.
Il terremoto della Calabria meridionale del 1783 determinò la scomparsa del grandioso apparato pittorico dei Filocamo, in seguito al ripristino degli intonaci e delle volte lesionate, le pitture perdute furono sostituite con un ciclo di affreschi di Giuseppe Paladino.

### Epoca contemporanea
In seguito al terremoto del 1908 il campanile crollò fino all'altezza delle due finestre del primo piano, la facciata subì gravissimi danni interrotta appena sopra l'architrave della porta d'ingresso. Per entrambi i monumenti fu decretato l'abbattimento.
Manufatti del campanile furono riutilizzati per la torre campanaria della chiesa dello Spirito Santo.

## Interno
Sono documentati manufatti e preziosi rivestimenti in marmi mischi opera dello scultore Vincenzo Tedeschi.
Transetto, braccio destro:
- Parete settentrionale: Cappella della Madonna del Carmine. Altare in marmi mischi dedicato alla Madonna del Carmine, nell'edicola il dipinto raffigurante la Vergine del Carmine, opera di Giovanni Francesco Barbieri detto il Guercino del 1665.[7][5][13] Ambiente patrocinato da Maria Teresa Ruffo del 1688.
- A destra: Cappella di Santa Silvia. Altare dedicato a Santa Silvia, l'edicola ospitava la tela raffigurante Santa Silvia raffigurata sostenuta da cherubini alla presenza della Vergine, opera dei fratelli Antonio Filocamo e Paolo Filocamo.[7][5][14]
- A sinistra: Cappella di San Gregorio Magno. Altare dedicato a San Gregorio, nell'edicola la pala dipinta da Antonino Alberti detto il Barbalonga nel 1636.[7][5][14][13]

Transetto, braccio sinistro:
- Parete meridionale: Cappella della Madonna della Ciambretta. Altare dedicato alla Madonna della Ciambretta, ospitante il mosaico omonimo attorniato dai dipinti su rame di Alessandro Fei.[5][15][13] Ambiente patrocinato da Giulia Spadafora Alliata e completato nel 1628.
- A destra: Cappella di San Benedetto. Altare dedicato a San Benedetto, nell'edicola il dipinto raffigurante San Benedetto fra San Placido e San Mauro, opera di Antonello Riccio.[7][5][14][13]
- A sinistra: Cappella del Santissimo Crocifisso. Altare dedicato al Crocifisso, manufatto portato a compimento nel 1670.

Presbiterio e cappella maggiore con monumentale ciborio completati nel 1642 e seguenti.

## Monastero di San Gregorio
Per strutture e localizzazione dal 1806, fu adibito a sede del «Pubblico Museo Peloritano», nel 1890 il Comune di Messina lo qualificò "Museo Civico Peloritano". Fino al terremoto del 1908 vi era custodito l'ingente patrimonio artistico cittadino, oggi trasferito presso il Museo regionale.
Le due istituzioni religiose, chiesa e monastero, vantavano già una ricca raccolta documentata di opere proprie:
- 1682, Adorazione dei Magi, dipinto, opera di Dionisio Godyn.[14]
- 1682, Circoncisione, dipinto, opera di Dionisio Godyn.[14]
- 1538 - 1540, Ultima Cena" raffigurata fra San Cosma e San Damiano, San Crispino e San Crispiniano, dipinto, opera di Stefano Giordano.[5][16]

Fonte marmorea raffigurante tre cavalli marini sormontati da un delfino cavalcato da un putto, opera di Ignazio Brugnani del 1739.

## Parlatorio
- 1473, Polittico di San Gregorio, tempera grassa su tavola raffigurante la Madonna del Rosario in trono, affiancata a sinistra da San Gregorio Magno, a destra da San Benedetto; nel registro superiore Angelo annunciante e la Vergine annunciata, dipinto di Antonello da Messina. Opera documentata nello stesso monastero adibito a «Museo Civico Peloritano» e attualmente custodita nel Museo regionale di Messina.[5][14][13][17]

## Oratorio delle Madri
- XVI secolo, Natività, dipinto su tavola, opera di Deodato Guinaccia.[7]
- 1577, Resurrezione, dipinto su tavola, opera di Deodato Guinaccia.[7][5][18]

## Galleria d'immagini
Madonna della Ciambretta, Museo regionale di Messina